# Guillermo Páez
Guillermo Alejandro Páez Cepeda (Santiago del Cile, 18 aprile 1945) è un ex calciatore cileno, di ruolo centrocampista.

## Carriera
Con la Nazionale cilena ha preso parte ai Mondiali 1974.